# Ola Svensson (artist)
Ola Nils Håkan Svensson, känd under sitt artistnamn Ola, född 23 februari 1986 i Lunds domkyrkoförsamling, Malmöhus län, är en svensk artist och låtskrivare. Han började sin karriär på Universal Music, men startade i juni 2010 det egna skivbolaget Oliniho Records Svensson gav ut sitt första studioalbum 2006, och har sedan dess givit ut fyra album och ett flertal singlar, där åtta av dem har legat etta på den svenska singel-/albumlistan, och lika många har sålt guld/platina. Under 2011 skrev hans bolag på flera internationella avtal, däribland med Ultra Records i USA och 3Beat i Storbritannien och detta blev starten på hans internationella genombrott.
År 2012 skrev Svensson kontrakt med Sony Music och har sedan dess givit ut flera singlar samt skivan Carelessly Yours i hela Europa. Under produktionen av Carelessly Yours samarbetade Svensson bland annat med Shellback, Klas Åhlund och Patrik Berger.

## Biografi
Vid fem års ålder började Svensson spela piano vid Lunds kommunala musikskola, och vid nio gick han med i en gosskör i hemstaden Lund. Förutom musiken var fotbollen det stora intresset. Han spelade professionellt för Trelleborgs FF och senare i div. 1 klubben-Vasalund. Som 11-åring fick Svensson en huvudroll i uppsättningen av operan Trollflöjten på Malmö Stadsteater, regisserad av Philip Zandén.
Svensson deltog i Idol 2005, där han slutade på en åttondeplats.
I april 2006 släpptes debutsingeln Rain som blev etta på singellistan i Sverige  , och den 31 maj kom debutalbumet Given to Fly. Även albumet nådde förstaplatsen på den svenska albumlistan.
Ola Svenssons första singel från andra albumet blev Natalie som kom den 7 juni 2007. Singeln toppade den svenska singellistan  och kom att sälja platina. Natalie spelades så småningom i 13 länder. Det nya albumet Good Enough gavs ut hösten 2007 och nådde en andraplats på albumlistan i Sverige.
Efter att sammanlagt ha haft 14 Rockbjörns- och Grammisnomineringar vann Svensson en Rockbjörn i januari 2009 i kategorin "Årets låt 2008" med låten Feelgood. Singeln sålde över 40 000 exemplar, och belönades med en dubbel platina.
22 juni 2009 kom singeln Sky's the limit. Även denna låt nådde förstaplatsen på listorna , och sålde guld. Under hösten ställde Svensson upp som körledare i Körslaget 2009, där han tillsammans med sin manskör Team Ola från Lund tog hem segern. Priset på 500 000 kronor skänkte Svensson till ungdomsorganisationen Tamam.
Sommaren 2010 meddelade Svensson att han startat det egna skivbolaget Oliniho Records. Första skivsläppet på egna bolaget blev det självbetitlade albumet OLA som gick direkt upp i topp på den svenska albumlistan. På detta album samarbetade Ola Svensson med bland andra Alexander Kronlund och den engelska artisten och låtskrivaren Labrinth. Singlarna "Unstoppable" och "Overdrive" blev båda listettor .
Under 2011 skrev Ola Svensson / Oliniho Records kontrakt med flera länder runt om i världen, däribland 3Beat i England, David Gresham Records i Sydafrika och Ultra Records i USA.
I augusti 2011 släpptes albumet OLA i Sydafrika, och under hösten nådde singeln "All Over The World" ut på marknaden i ett flertal länder och nådde bland annat #36 på Billboard Dance Chart i USA, samt blev den mest spelade låten under hösten 2011 i Scott Mills "Ready for the weekend" på BBC Radio One i England. Även videon till "All Over The World" rönte stor framgång, och var den mest visade på 4 Music och The Box 2011.
Ola Svensson och "All Over The World" har i flera olika sammanhang uppmärksammats på den internationella musikscenen och trendsättaren Perez Hilton tillhör dem som hyllat Svensson, singeln och videon.
I maj 2012 kom singeln "I'm In Love" ut i Sverige och gick rakt upp som etta på iTunes. Låten är skriven av Ola Svensson i samarbete med bland andra Shellback. I juli samma år skrev Oliniho Records på en Europadeal med Sony Music, och första release utomlands blev just "I'm In Love" som släpptes i oktober 2012. Singeln tog sig in på listorna runt om i Europa  och i augusti 2013 meddelades att den sålt dubbel platina i Italien. Videon till samma låt har idag över 18 miljoner visningar på YouTube.
I augusti 2013 kom singeln "Maybe" i Sverige, och gick direkt upp till #3 på iTunes.  Videon till "Maybe" premiärvisades på musiksajten Gaffa.
Singel nr tre blev "Tonight I'm Yours" som släpptes i Sverige oktober 2013. Videon till denna låt gjorde Svensson tillsammans med videokonstnären Åsa Riton, och den premiärvisades på den svenska musikbloggen PSL 
Ola Svenssons fjärde album Carelessly Yours utkom den 15 januari 2014 i Sverige. Albumet gick rätt upp till #4 på den svenska albumlistan första veckan och blev också högsta nykomling. På detta album står Svensson som låtskrivare på samtliga låtar, och har även medverkat som producent på flera av dem. Samarbetspartners på detta album är bland andra Shellback, Klas Åhlund och Patrik Berger.
Senaste singel från albumet är "Jackie Kennedy", där Ola Svensson är utklädd till kvinna i videon.
Svensson har under sin karriär än så länge gjort 5 rikstäckande turnéer i Sverige, och under 2013 och 2014 gjorde Ola sin första klubb- och festivalturné i Europa, där han spelade i totalt över 20 länder.
Under OS i Ryssland 2014 var Ola Svensson inbjuden att spela på stora scenen i Sotji. Där bröt han mot arrangörens regler och tog tillfället i akt att precis som Emma Green visa sitt stöd för HBTQ-rörelsen och predika för fri kärlek inför politiker och en jublande publik. "Jag vill tillägna min sista låt till alla ni som måste kämpa för er kärlek".
2018 var han tillbaka, nu under namnet Brother Leo och släppte låten "Strangers On An Island" producerad av Fatboy Slim. Under 2020 släppte Brother Leo låten "Sad Child", ett samarbete med Sandro Cavazza. "Sad Child" blev 9:a som bäst på Svensktoppen.

## Diskografi

### Album
År  /   Titel  /  Land (listposition)
- 2006 – Given to Fly / Sverige (#1) [7]
- 2007 – Good Enough / Sverige (#2) [10]
- 2008 – Good Enough the Feelgood Edition / Sverige
- 2010 – OLA / Sverige (#1) [16], Sydafrika
- 2014 – Carelessly Yours / Sverige (#4) [32]

### Singlar
År  /   Titel  /  Land (listposition / sålda ex)
- 2006 – Rain / Sverige (#1) [6]
- 2006 – Brothers / Sverige (#4) [36]
- 2007 – Natalie / Sverige (#1/platina) [8][9]
- 2007 – S.O.S / Sverige (#1/guld) [37], Polen
- 2008 – Feelgood / Sverige (#1/dubbel platina) [11][12]
- 2008 – Love in stereo / Sverige (#2/guld) [38]
- 2009 – Sky's the limit / Sverige (#1/guld) [13]
- 2010 – Unstoppable / Sverige (#1/platina) [17]
- 2010 – Overdrive / Sverige (#1/platina) [18]
- 2010 – All Over The World / Sverige (#3/guld) [39], USA (Billboard #34) [21], UK, Sydafrika, Ryssland, Polen, Spanien
- 2011 – Riot / Sverige (#3)
- 2012 – I'm In Love / Sverige (#1) [24] , Italien (#1/dubbel platina )[26] , Ryssland (#7), Grekland (#3), Tyskland (#12), Polen, Vitryssland, Tjeckien, Danmark, Norge, Finland, Spanien, Estland, Lettland, Litauen, Malta, Belgien, Frankrike, Luxemburg, Schweiz, Rumänien, Turkiet (#19), Ukraina, Holland, Österrike, Ungern
- 2013 – Maybe / Sverige (#3) [28]
- 2013 – Tonight I'm Yours / Sverige (#3)
- 2013 – Jackie Kennedy / Italien (#3), Ryssland (#9), Polen, Ungern (#16), Vitryssland, Belgien, Danmark, Norge, Finland, Estland, Lettland, Litauen, Frankrike, Luxemburg, Malta, Tyskland, Österrike, Schweiz, Rumänien, Turkiet, Holland
- 2014 – Jackie Kennedy / Sverige (#5)
- 2014 – Tonight I'm Yours / Italien (#8)
- 2014 – Rich & Young / Italien (#6)
- 2014 – This Could Be Paradise / Ryssland